# مونتالتو دورا
مونتالتو دورا هي كومونا تتواجد في مقاطعة تورينو الحضرية في المنطقة الإيطالية بيدمونت ، الواقعة على بعد حوالي 50 كيلومتر (31 ميل) في الشمال الشرقي من مدينة تورينو .

## المعالم السياحية الرئيسية
- القلعة, وهي معروفة منذ منتصف القرن الثاني عشر ولكن أعيد بناؤها في القرنين الثامن عشر و العشرين تحتوي على ضريح ضخم وكنيسة بها لوحات جدارية من القرن الخامس عشر. كانت القلعة مملوكة لأسقفية إيفريا التي انتقلت منها إلى دوقية سافوي في القرن الرابع عشر.
- كنيسة أبرشية سانت أوزيبيو
- كنيسة سان روكو (حوالي أوائل القرن السادس عشر) ، مع اللوحات الجدارية Mannerist بالداخل
- يعود تاريخ Villa Casana إلى أواخر القرن السادس عشر ولكن تم توسيعها حوالي عام 1918.

## المدن التوأم
- Cannara, Italy

## روابط خارجية
- الموقع الرسمي لقلعة مونتالتو دورا
- www.comune.montalto-dora.to.it